# Soiana
(Lettera di Giovanni Pascoli ad Antonio Masi del 13 marzo 1897.)
Soiana (già Sojana) è una frazione del comune italiano di Terricciola, nella provincia di Pisa, in Toscana.

## Geografia fisica
Soiana si sviluppa alla base occidentale di alcune alture che separano la valle del Cascina dalla Valdera. La frazione confina a nord con Chientina e Santo Pietro Belvedere, a ovest con Soianella, a est con Selvatelle e a sud con Morrona e Terricciola stessa.
Soiana dista circa 5 km da Terricciola, mentre dista da Pisa poco più di 35 km.

## Storia
Il toponimo potrebbe essere interpretato come un prediale romano, sorto in epoca repubblicana dal nome del romano Scianus. Il borgo di Sojana nacque in epoca altomedievale come castello, nominato per la prima volta nel 1099, e crebbe assumendo una discreta importanza, tanto che in paese è documentata la presenza di cinque chiese romaniche, delle quali rimane oggi solo la chiesa di San Michele.
Soiana, così come il vicino paese di Soianella, finì nel XV secolo tra le proprietà dei Gambacorti di Pisa. Il 25 settembre 1496 fu qui combattuta una battaglia in cui perse la vita il condottiero fiorentino Pier Capponi, colpito alla testa da un colpo d'archibugio. Il 7 aprile 1568, passata sotto Firenze, la comunità di Soiana fu dotata di uno statuto. Nel 1789 venne inserita nel vicariato di Lari, podesteria di Peccioli.
Nel 1833 la frazione di Soiana contava circa 850 abitanti, mentre nel censimento del 1951 ne registrava 363.

## Monumenti e luoghi d'interesse

### Architetture religiose
- Chiesa di Sant'Andrea, chiesa parrocchiale della frazione, fu costruita a partire dal 1852, dopo che il terremoto del 1846 aveva gravemente danneggiato la preesistente chiesa sorta nel XIII secolo. La chiesa fu completata nel 1897, quando venne terminato l'imponente campanile progettato di Luigi Bellincioni. La parrocchia di Soiana si estende su un territorio che conta circa 800 abitanti.[6]

- Chiesa della Natività di Maria, o della Compagnia, già San Michele, è l'antica chiesa del castello di Soiana, risalente ad un periodo precedente il XV secolo.[4] L'abside della chiesa è ricavata dall'antico mastio della rocca soianese.[4]

### Architetture civili
- Villa Mostardi-Fioretti, situata lungo via Pier Capponi, si tratta di un imponente palazzo il cui impianto attuale risale al XVIII secolo. Sulla facciata è posto lo stemma degli storici proprietari della residenza.

### Architetture militari
- Castello di Soiana, antica rocca medievale situata nella via principale del paese, è stata successivamente rimaneggiata e si presenta oggi come un imponente palazzo da cui sporge il campanile della chiesa della Natività di Maria, già San Michele.[4]

### Siti archeologici
Presso la frazione di Soiana, così come a Morrona, è stata documentata la presenza di insediamenti di epoca etrusca grazie al rinvenimento di necropoli di età ellenistica con tombe a camera ipogea.